# Al-Talaba SC Bagdad
L'al-Talaba SC Bagdad (àrab: نادي الطلبة الرياضي, Nādī aṭ-Ṭalaba ar-Riyāḍī, ‘Club Esportiu dels Estudiants') és un club de futbol iraquià de la ciutat de Bagdad. El club es fundà l'any 1969 amb el nom d'Al-Jameaa (‘la Universitat’). L'any 1978 adoptà el nom Al-Talaba (‘els Estudiants'). L'any 1995 fou finalista de la Recopa asiàtica de futbol perdent davant del Bellmare Hiratsuka japonès.

## Palmarès
- Lliga iraquiana de futbol:[3]
  - 1980–81, 1981–82, 1985–86, 1992–93, 2001–02
- Copa iraquiana de futbol:[4]
  - 2001–02, 2002–03
- Copa Mare de totes les Guerres:[4]
  - 1992, 1993, 1995
- Supercopa iraquiana de futbol:[4]
  - 2002